# Mohamed Zran
Mohamed Zran (àrab: ﻣﺤﻤﺪ ﺍﻟﺰﺭﻥ, Muḥammad az-Zran) (Zarzis, 23 d'agost de 1959) és un guionista, director de cinema i actor tunisià.

## Biografia
Diplomat en estudis cinematogràfics avançats a l'École supérieure d'études cinematographiques de París, treballa com a ajudant de direcció de Cyril Collard. Posteriorment, va interpretar el paper de Mohamed a la pel·lícula Alger la blanche (1986) de Collard i el paper de Pare al telèfon a la pel·lícula Bye-bye (1995), de Karim Dridi.
Va dirigir el seu primer curtmetratge Virgule el 1987 i després va escriure i dirigir les pel·lícules Le Casseur de pierres el 1989 i Ya Nabil el 1993. El 1996 es va estrenar el seu primer llargmetratge, Essaïda on Zran evoca el temes de marginació, pobresa i crim a Tunis. Després de la seva estrena, la pel·lícula va aconseguir un èxit popular fenomenal i va deixar una marca significativa al cinema de Tunísia.
Aleshores Zran va dirigir el documental Le Chant du millénaire, el 2002, i després la pel·lícula Le Prince, el 2004, que va guanyar el premi al millor muntatge al Fespaco. El 2009 es va estrenar Vivre ici, on Zran aborda, a través de la seva ciutat natal al sud de Tunísia, Zarzis, la immigració, la religió, la diversitat i les possibilitats d'una convivència pacífica. Zran va guanyar el mateix any, amb aquesta pel·lícula, el premi al millor director al Festival de Cinema d'Abu Dhabi.
El 2012 va estrenar un documental titulat Dégage! i format per imatges preses in situ durant les diferents manifestacions de la revolució tunisiana, així com la commemoració del primer aniversari de la fugida de l'antic president Zine El Abidine Ben Ali.

## Filmografia

### Director
- 1987: Virgule
- 1989: Le Casseur de pierres
- 1993: Ya Nabil amb Martine Robert
- 1996: Essaïda
- 2002: Le Chant du millénaire
- 2005: Le Prince
- 2009: Vivre ici
- 2012: Dégage!
- 2016: Lilia, une fille tunisienne

### Actor
- 1986: Alger la blanche de Cyril Collard: Mohammed
- 1995: Bye Bye de Karim Dridi